# Medina (Tennessee)
Medina é uma cidade localizada no estado norte-americano de Tennessee, no Condado de Gibson.

## Demografia
Segundo o censo norte-americano de 2000, a sua população era de 969 habitantes.
Em 2006, foi estimada uma população de 1506, um aumento de 537 (55.4%).

## Geografia
De acordo com o United States Census Bureau tem uma área de
6,5 km², dos quais 6,5 km² cobertos por terra e 0,0 km² cobertos por água. Medina localiza-se a aproximadamente 146 m acima do nível do mar.

## Localidades na vizinhança
O diagrama seguinte representa as localidades num raio de 20 km ao redor de Medina.